# OH 80
OH 80 es el nombre de catálogo de los restos fósiles de un esqueleto parcial de Paranthropus boisei de una antigüedad de 1,34 millones de años encontrados en la garganta de Olduvai (Tanzania), en el sitio conocido como Bell's Korongo, en 2010, por el equipo del paleontólogo español Manuel Domínguez-Rodrigo. La descripción fue realizada el mismo año por M. Domínguez-Rodrigo et al.
La datación de menos de 1,4 millones de años, dentro del Calabriense, los convierten en los restos de P. boisei más recientes, antes de la extinción de la especie, encontrados hasta el momento [2020].

## Descripción y taxonomía
OH 80 es un conjunto de 13 fósiles numerados como OH 80-1 a 13, donde hay dientes (1 al 9) parte de un húmero (10), parte de un radio (11), parte de un fémur (12) y un fragmento de tibia (13). Sus características corresponden a un único individuo «extremadamente robusto» y con una atribución a P. boisei casi segura. Los patrones de fractura podrían corresponder con consumo por carnívoros.

### Piezas dentales

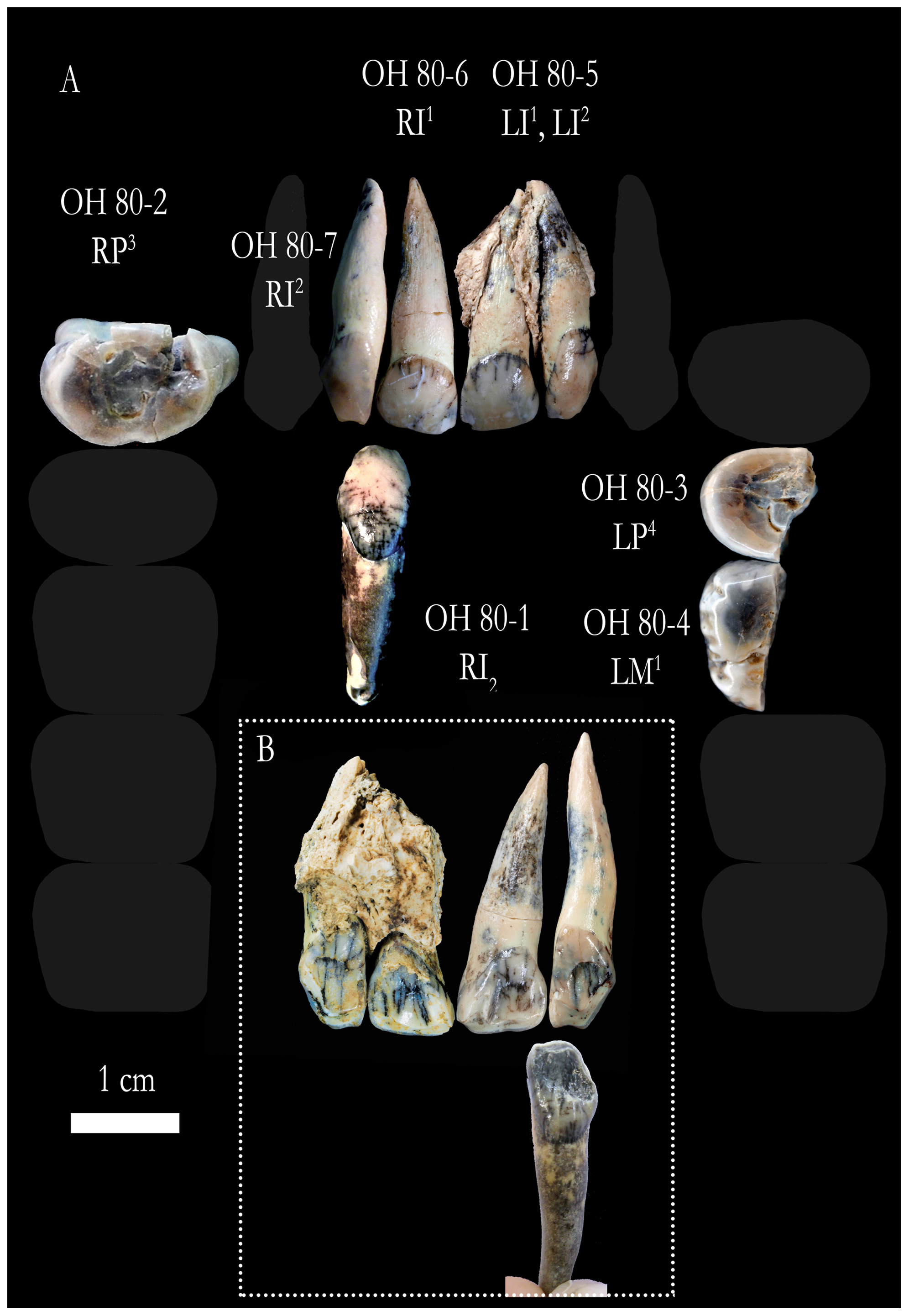
Los dientes se muestran en posición anatómica aproximada sobre un esquema de una arcada dental; los dientes anteriores se muestran en vista labial, los dientes postcaninos en vista oclusal (A). Las vistas labiales de los dientes anteriores se muestran en (B).

Las nueve piezas, OH 80-1 a OH 80-9, contienen dientes y muelas permanentes, por tanto de un ejemplar adulto. Las primeras siete son piezas dentales completas o parciales, pero, al menos, con parte de la corona, mientras que las piezas 8 y 9 son raíces de molares, muy robustas. Los dientes anteriores son pequeños y los postcaninos son  grandes y aplanados por el desgaste, e incluyen un premolar molariforme, un conjunto de caracteres típico de los adultos de la especie.
Los códigos corresponden a:
- OH 80-1: RI2, incisivo inferior derecho;
- OH 80-2: RP3, premolar superior derecho;
- OH 80-3: parcial, LP4, premolar superior izquieerdo;
- OH 80-4: parcial, LM1, molar superior izquierdo;
- OH 80-5: LI1 y LI2, dos incisivos superiores izquierdos;
- OH 80-6: RI1, incisivo superior derecho;
- OH 80-7: RI2, incisivo superior derecho;
- OH 80-8: raíz de molar;
- OH 80-9: raíz de molar.

### Húmero
OH 80-10 es la parte distal de una diáfisis de húmero de 8,8 cm. Los extremos terminan en fracturas cuando el hueso estaba fresco, lo que podría corresponder con un uso como alimento de carnívoros, aunque no se conservan marcas de dientes.
Su morfología se asemeja más los restos de húmero de P. robustus sudafricanos que a otros del género Homo.

### Radio
OH 80-11 es un radio parcial del brazo derecho, con una longitud máxima de 19,4 cm, y de una robustez extrema. Su longitud es mucho mayor que cualquier otro radio fósil de hominini del Plioceno o del Pleistoceno inicial. Su morflogía no se asemeja a otras muestas de radios del género Homo. No conserva marcas de carnívoros, pero el extremo pudo ser arrancado por ellos. Después de recuperar el fósil de una matriz de roca se pudo observar que había fracturas ya con el hueso seco.

### Fémur
OH 80-12 es la parte central, diáfisis, de un fémur, sin extremos, que fueron fragentados cuando el hueso estaba fresco. Se compone de tres trozos que fueron recuperados separados y que se han unido para completar una longitud máxima de 16,7 cm y conservando la circunferencia completa. El cortex óseo de las paredes es extremadamente grueso.

### Tibia
OH 80-13 es un fragmento de la mitad de la caña de una tibia que conserva menos de la mitad de la circunferencia original. Por la situación y caracteristícas similares al resto de fósiles de OH 80 se podría concluir que pertenece al mismo individuo.